# Karin Nellemose
Karin Nellemose (* 3. August 1905 in Kopenhagen; † 5. August 1993 ebenda) war eine dänische Schauspielerin.

## Leben und Wirken
Karin Nellemose wuchs als Tochter von Vilhelm Aage Nellemose (1877–1919) und Anna Marie Hultgreen (1877–1941) in Kopenhagen auf. Ihr Bruder ist der Bildhauer Knud Nellemose (1908–1997).
Nach ihrem Schulabschluss absolvierte sie von 1924 bis 1926 ihre Schauspielausbildung an der Eleveskole des Königlichen Theaters Kopenhagen, wo sie am 5. März 1926 als Darstellerin auch ihr Bühnendebüt hatte. Sie wirkte im Laufe ihrer Karriere in zahlreichen Theaterstücken, Varieté-Shows und in Musicals mit. Sie war als Bühnendarstellerin auch am Folketeatret, am Odense Teater, am Aarhus Teater, am Betty-Nansen-Theater oder am Theater Helsingør engagiert.
Von 1925 bis 1982 wirkte Nellemose als Schauspielerin vor der Kamera in mehr als 70 Film-und-Fernsehproduktionen mit, darunter zu Beginn ihrer Karriere noch in drei Stummfilmen. Ihre letzte Rolle spielte sie ab dem Jahr 1978 in der Serie Die Leute von Korsbaek. Nellemose zog sich Anfang der 1980er-Jahre aus dem Rampenlicht zurück. Sie wurde für ihr schauspielerisches Wirken mehrmals ausgezeichnet, darunter im Jahr 1949 mit dem Bodil als Beste Nebendarstellerin und im Jahr 1957 mit dem Teaterpokalen. Im Jahr 1965 wurde sie mit dem Dannebrogorden geehrt. Im Jahr 1968 erhielt sie den Lauritzen-Preis. Daneben war Nellemose gelegentlich auch als Synchronsprecherin für Zeichentrickfilme tätig und lieh dabei in dänischer Sprache unter anderem den Figuren in Cinderella ihre Stimme.
Karin Nellemose war ab dem 9. Juni 1928 bis zu seinem Tod im Jahr 1980 mit dem Regisseur Torben Anton Svendsen (1904–1980) verheiratet. Aus der Ehe ging eine Tochter hervor, die Schauspielerin Annemette Svendsen (1928–2013). Nellemose starb im August 1993 im Alter von 88 Jahren. Ihre Grabstätte befindet sich auf dem Ny-Kirkegard in Hornbæk. Nach ihr wurde eine Straße im Kopenhagener Stadtteil Valby benannt („Karin Nellemoses Vej“).

## Filmografie (Auswahl)
- 1925: Du sollst deine Frau ehren
- 1939: Elverhøj
- 1947: Soldaten und Jenny
- 1950: Cafe Paradis
- 1954: Liebe auf vier Rädern
- 1957: Jeg elsker dig
- 1960: Baronesse
- 1966: Zieh’ dich an, Komtesse
- 1967: Mögen Sie Austern? (Fernsehserie)
- 1973: Dr. Knock
- 1978–1982: Die Leute von Korsbaek (Fernsehserie)